# Die Intriganten
Die Intriganten (Originaltitel Executive Suite) ist ein US-amerikanisches Filmdrama aus dem Jahr 1954. Der Film entstand nach dem Roman Executive Suite von Cameron Hawley.

## Handlung
Der Möbelkonzern Tredway Corporation geht schweren Zeiten entgegen. Der langjährige Präsident der Firma, Avery Bullard, ist tot. In den Jahren seiner Amtszeit hat er es verpasst, das Unternehmen zu erneuern. Es hat den Anschluss an den Wettbewerb verloren und steht deshalb wirtschaftlich unter Druck. Ebenso hatte er zu Lebzeiten nicht dafür gesorgt, rechtzeitig einen Nachfolger zu positionieren. Nach seinem Tod steht nun das Board of Directors vor der schwierigen Aufgabe, einen Nachfolger zu wählen.
Der ambitionierte Loren Shaw sieht sich als Favorit für die Nachfolge auf dem Chefsessel. Er ist als Controller eher an der Wirtschaftlichkeit und am Shareholder Value des Unternehmens interessiert denn an der Erneuerung des Konzerns. Er ist sich jedoch der Unterstützung der Hauptaktionärin Julia Tredway sicher. Julia Tredway stand außerdem in einer engen Beziehung zu Avery Bullard. Der einzig ernsthafte Konkurrent ist der Chefdesigner Don Walling, der sich jedoch nicht sicher ist, ob er diese Position überhaupt möchte. Wallings Lebenstraum ist es, innovative Möbel zu entwerfen, und seine Frau Mary möchte nicht, dass er diesen Traum gegen den eher administrativen Chefsessel eintauscht. Er hat jedoch die Unterstützung von Frederick Alderson. Alderson war ein enger Freund des verstorbenen Bullard und der Finanzchef des Unternehmens. Er ist davon überzeugt, dass Walling dem Konzern einen frischen neuen Anstrich verpassen würde. Hat gleichzeitig jedoch Zweifel, da er ihn für einige Jahre zu jung hält.
Im Hintergrund versucht Caswell mit der Hilfe von Shaw, der wiederum von Caswell die Stimme zur Wahl erwartet, einen misslungenen Aktienhandel zu retten. Verkaufschef Dudley wird wegen einer Liebesaffäre von Shaw erpresst. Der Kampf um die Position des Präsidenten endet mit der entscheidenden Wahl. Julia Tredway lässt sich schließlich vom Enthusiasmus des jungen Designers Don Walling anstecken. Seine Zukunftsvisionen für das Unternehmen überzeugen sie schließlich. Die weiteren Mitglieder des Boards lassen sich von ihr überzeugen und stimmen nun ebenfalls für Don Walling als neuen Präsidenten des Konzerns.

## Hintergrund
Der Film ist einer der wenigen Hollywoodfilme dieser Zeit, die gänzlich ohne Filmmusik auskamen. Er beginnt mit einer subjektiven Kamera, die die Augen von Avery Bullard, dem Firmenchef, repräsentiert, der ein Hochhaus verlässt und dann auf der Straße zusammenbricht und stirbt. 

## Kritiken
„Kunstvoll dramatisiertes, von hervorragenden Schauspielern getragenes Drama mit präziser Milieuzeichnung, das lediglich durch den moralisierenden, unglaubwürdigen Schluß abfällt.“

## Auszeichnungen
Der Film nahm 1954 am Wettbewerb der Internationalen Filmfestspiele von Venedig teil und wurde mit dem Sonderpreis der Jury für die schauspielerische Ensembleleistung ausgezeichnet. Bei der Oscarverleihung 1955 war der Film in vier Kategorien nominiert, ging jedoch leer aus. Das National Board of Review zeichnete Nina Foch als beste Nebendarstellerin aus.